# Кіоші Шига
Кіоші Шига (яп. 志賀 潔; його справжнє прізвище Сато, перше ім'я Наойосі; 7 лютого 1871, Сендай Ейдзі в Сендай-Каньйо / Сендай Кунімія Міягі-гарш, нині місто Сендай — 25 січня 1957) — японський лікар і бактеріолог, відомий описом першого представника роду Shigella.

## Біографія

### Ранні роки
Народився в Сендаї, префектура Міягі. У 1878 році його усиновила родина матері за прізвищем Шига, а його ім'я було змінено на Кіоші. Сім'я Шига займалася акупунктурою у Сендай-Кі. Закінчив медичну школу Токійського імператорського університету в 1896 році, пішов працювати в Бактеріологічний інститут до доктора Кітасато Сібасабуро.

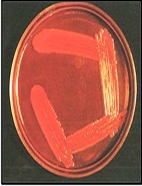
Shigella dysenteriae в культурі

### Відкриття збудника шигельозу
Саме там Шига прославився відкриттям одного зі збудників бактеріальної дизентерії Shigella dysenteriae. Він це зробив у 1897 році під час тяжкої епідемії, в якій повідомлялося про понад 90 тисяч випадків, а рівень летальності досяг близько 30 %. Спочатку він опублікував своє спостереження японською мовою у Бактеріологічному часопису в рік епідемії, а наступного 1898 року повторив це в німецькомовному виданні. Рід бактерій зрештою був названий його іменем, як й головний токсин, який виробляє Shigella dysenteriae.

### Подальша кар'єра
У 1899 році став консультантом у Міністерстві внутрішніх справ та першим директором Інституту інфекційних хвороб.
З 1901 по 1905 рік Шига удосконалювався у Пауля Ерліха в Кайзеровському Прусському інституті експериментальної терапії в Берліні, де разом із вчителем встановив терапевтичний ефект анілінових (фуксин) і бензидинових (трипеновий синій і червоний) барвників при трипаносомозах. Після повернення до Японії відновив навчання інфекційним хворобам у Кітасато Сібасабуро. Здобув науковий ступінь доктора медицини. Надалі вивчав авітаміноз бері-бері, встановив, що ця хвороба не є інфекційною. Також вивчав проказу.
1912 році знову виїхав до Німеччини та співпрацював із Паулем Ерліхом.
Шига став професором університету Кейо в 1920 році.
З 1929 по 1931 рік був президентом імператорського університету Кейджьо в Сеулі та старшим медичним радником і керівником кабінету японського генерального губернатора Кореї.
У 1930 році після вступу на посаду президента університету прочитав тенденційну лекцію про історію та дослідження прокази, через що був звинувачений деякими професорами у неправомірних поняттях, внаслідок цього подав у відставку наступного року, не пробувши повний термін на посаді. У цій лекції Шига проголосив: «Перше полегшення прокази — це кастрація хворого, і це найефективніше у викоріненні її».
У 1931 році він повернувся до Японії і став радником Інституту Кітасато. Японською він опублікував двотомну працю про клінічну бактеріологію та інфекційні захворювання, а також про клінічну серологію.
У 1945 році повітряний наліт американської авіації на Токіо завдав йому збитків — він втратив все майно. З 1949 року жив на віллі Кійоенсо у селі Сакамото, префектура Міягі. Помер у 1957 році. Могила Шига розташована у Рінно-джі в Кітаямі, Аоба-ку, місті Айчі.

## Визнання
Член Японської академії наук з 1948 року. Був почесним членом британського Королівського товариства тропічних хвороб, асоційованим членом Інституту Пастера, спеціальним членом Німецької академії природничих наук (Леопольдина) і отримав почесне звання доктора Honoris causa Гарвардського університету.
Шига став кавалером ордена Культури в 1944 році. Також був нагороджений орденом Священного скарбу 1-го класу (Велика стрічка) посмертно в 1957 році.